# Рубано
Руба́но (итал. Rubano) — коммуна в Италии, располагается в провинции Падуя области Венеция.
Население составляет 14 110 человек (на 2004 г.), плотность населения составляет 966 чел./км². Занимает площадь 14 км². Почтовый индекс — 35030. Телефонный код — 049.
В коммуне 15 августа особо празднуется Успение Пресвятой Богородицы. Покровителями коммуны почитаются святой Фиденций (Sarmeola) и святой Просдосим (Villaguattera).